# Arrival
Arrival és una pel·lícula estatunidenca de drama i ciència-ficció, dirigida per Denis Villeneuve i escrita per Eric Heisserer. Amb Amy Adams i Jeremy Renner en els papers principals, està basada en el premiat relat La història de la teva vida (Story of Your Life) de Ted Chiang. Va ser estrenada mundialment l'1 de setembre de 2016 en el Festival Internacional de Cinema de Venècia. S'ha subtitulat al català.

## Argument
Dotze naus alienígenes de més de 450 metres d'alçada han arribat a la Terra, situant-se en diversos punts del planeta. La respectada experta en lingüística Louise Banks (Amy Adams) és llavors requerida pel Govern dels Estats Units amb la finalitat de desxifrar i traduir el missatge que els extraterrestres intenten transmetre a la humanitat.
Louise viatjarà fins a Montana, Estats Units, al costat del físic Ian Donnelly (Jeremy Renner), per intentar establir una comunicació amb els visitants. Junts treballaran per trobar els patrons de la llengua que pretenen desxifrar i arribar així a les respostes per a les qüestions que llança aquest sorprenent succés. En concret les dues que planteja el Coronel Weber (Forest Whitaker), al comandament de l'operació: d'on venen i què és el que pretenen.
Davant l'amenaça d'una possible guerra d'escala global a ulls de les discrepàncies entre les estratègies a seguir, els líders dels països involucrats han d'arribar a un acord perquè la situació no es compliqui encara més i evitar així un conflicte les conseqüències del qual podrien ser catastròfiques per a la raça humana.

## Repartiment
- Amy Adams: Dra. Louise Banks.
- Jeremy Renner: Ian Donnelly.
- Forest Whitaker: Coronel Weber.
- Michael Stuhlbarg: Agent Halpern.
- Tzi Dt.: General Shang.
- Mark O'Brien: Capità Marks.
- Jadyn Malone: Hannah als sis anys.
- Abigail Pniowsky: Hannah als vuit anys.
- Julia Scarlett Dan: Hannah als dotze anys.
- Frank Schorpion: el doctor Kettler.
- Lucas Chartier-Dessert: Lasky.
- Christian Jadah: Combs.
- Lucy Van Oldenbarneveld: CNAC Anchor.

## Producció
Una adaptació del relat Story of Your Life, a càrrec d'Eric Heisserer, havia estat planejada almenys des de novembre de 2012, i el rodatge es duria a terme a Mont-real, Quebec, tenint la participació de la productora FilmNation Entertainment.
El 2 d'abril de 2014, Deadline.com va revelar que Denis Villeneuve havia estat triat per dirigir una adaptació de la pel·lícula escrita per Eric Heisserer i coproduïda per FilmNation Entertainment i Lava Bear Films. Amy Adams estava "en converses inicials" per al paper principal com la Dra. Louise Banks, una experta lingüista.
El 14 de maig de 2014, Paramount Pictures va emetre un comunicat de premsa indicant que havia adquirit els drets de Repartiment a Amèrica del Nord per a l'adaptació de la pel·lícula —titulada en aquell moment Story of Your Life— amb el llançament orientatiu pel 2016. Tant el director Denis Villeneuve i l'actriu Amy Adams havien estat confirmats per al projecte, basat en "un nou esborrany d'un guió" d'Eric Heisserer. Jeremy Renner es va unir a la pel·lícula el 6 de març de 2015 per interpretar un professor de física aparellat amb el personatge d'Adams, a més d'estar relacionat amb el govern per ajudar a comunicar-se amb els alienígenes. Forest Whitaker es va unir a la pel·lícula l'1 d'abril de 2015, i Michael Stuhlbarg es va unir al repartiment: agent de la CIA Halpern al juny de 2015.

### Filmació
El rodatge va començar a mitjans de juny de 2015, just després que Renner acabés el rodatge de Capità Amèrica: Civil War. La filmació de la pel·lícula va començar el 7 de juny de 2015 a Mont-real, Quebec.

## Premis i nominacions
| Premi                                                                 | Categoría                                                | Receptors                                                 | Resultat   | Ref(s)        |
| --------------------------------------------------------------------- | -------------------------------------------------------- | --------------------------------------------------------- | ---------- | ------------- |
| Oscar                                                                 | Oscar a la millor pel·lícula                             | Shawn Levy, Dan Levine, Aaron Ryder, David Linde          | Nominada   | [ 12 ]        |
| Oscar                                                                 | Oscar al millor director                                 | Denis Villeneuve                                          | Nominat    | [ 12 ]        |
| Oscar                                                                 | Oscar al millor guió adaptat                             | Eric Heisserer                                            | Nominat    | [ 12 ]        |
| Oscar                                                                 | Oscar a la millor fotografia                             | Bradford Young                                            | Nominat    | [ 12 ]        |
| Oscar                                                                 | Oscar a la millor direcció artística                     | Patrice Vermette, Paul Hotte                              | Nominats   | [ 12 ]        |
| Oscar                                                                 | Oscar al millor muntatge                                 | Joe Walker                                                | Nominada   | [ 12 ]        |
| Oscar                                                                 | Oscar al millor so                                       | Bernard Gariépy Strobl, Claude La Haye                    | Nominats   | [ 12 ]        |
| Oscar                                                                 | Oscar a la millor edició de so                           | Sylvain Bellemare                                         | Guanyadora | [ 12 ]        |
| Premis Globus d'Or                                                    | Globus d'Or a la millor actriu dramàtica                 | Amy Adams                                                 | Nominada   | [ 13 ]        |
| Premis Globus d'Or                                                    | Globus d'Or a la millor banda sonora original            | Jóhann Jóhannsson                                         | Nominat    | [ 13 ]        |
| Premis BAFTA                                                          | BAFTA a la millor pel·lícula                             | Shawn Levy, Dan Levine, Aaron Ryder, David Linde          | Nominat    | [ 14 ]        |
| Premis BAFTA                                                          | BAFTA a la millor direcció                               | Denis Villeneuve                                          | Nominat    | [ 14 ]        |
| Premis BAFTA                                                          | BAFTA a la millor actriu                                 | Amy Adams                                                 | Nominat    | [ 14 ]        |
| Premis BAFTA                                                          | BAFTA al millor guió adaptat                             | Eric Heisserer                                            | Nominat    | [ 14 ]        |
| Premis BAFTA                                                          | BAFTA a la millor fotografia                             | Bradford Young                                            | Nominat    | [ 14 ]        |
| Premis BAFTA                                                          | BAFTA a la millor música                                 | Jóhann Jóhannsson                                         | Nominat    | [ 14 ]        |
| Premis BAFTA                                                          | BAFTA al millor muntatge                                 | Joe Walker                                                | Nominat    | [ 14 ]        |
| Premis BAFTA                                                          | BAFTA al millor so                                       | Bernard Gariépy Strobl, Claude La Haye, Sylvain Bellemare | Guanyadora | [ 14 ]        |
| Premis BAFTA                                                          | BAFTA als millors efectes visuals                        | Louis Morin                                               | Nominat    | [ 14 ]        |
| American Film Institute                                               | Top 10 de pel·lículas                                    | Arrival                                                   | Guanyadora | [ 15 ]        |
| National Board of Review                                              | Millor actriu                                            | Amy Adams                                                 | Guanyadora | [ 16 ]        |
| National Board of Review                                              | Top 10                                                   | Arrival                                                   | Guanyadora | [ 16 ]        |
| Premis de la Crítica Cinematogràfica                                  | Millor pel·lícula                                        | Arrival                                                   | Nominada   | [ 17 ] [ 18 ] |
| Premis de la Crítica Cinematogràfica                                  | Millor director                                          | Denis Villeneuve                                          | Nominat    | [ 17 ] [ 18 ] |
| Premis de la Crítica Cinematogràfica                                  | Millor actriu                                            | Amy Adams                                                 | Nominada   | [ 17 ] [ 18 ] |
| Premis de la Crítica Cinematogràfica                                  | Millor guió adaptat                                      | Eric Heisserer                                            | Guanyador  | [ 17 ] [ 18 ] |
| Premis de la Crítica Cinematogràfica                                  | Millor fotografía                                        | Bradford Young                                            | Nominat    | [ 17 ] [ 18 ] |
| Premis de la Crítica Cinematogràfica                                  | Millor disseny de producció                              | Patrice Vermette                                          | Nominada   | [ 17 ] [ 18 ] |
| Premis de la Crítica Cinematogràfica                                  | Millor música                                            | Jóhann Jóhannsson                                         | Nominat    | [ 17 ] [ 18 ] |
| Premis de la Crítica Cinematogràfica                                  | Millor muntatge                                          | Joe Walker                                                | Nominat    | [ 17 ] [ 18 ] |
| Premis de la Crítica Cinematogràfica                                  | Millors efectes visuals                                  | Millors efectes visuals                                   | Nominada   | [ 17 ] [ 18 ] |
| Premis de la Crítica Cinematogràfica                                  | Millor pel·lícula de ciencia ficció/terror               | Arrival                                                   | Guanyadora | [ 17 ] [ 18 ] |
| Evening Standard British Film Awards                                  | Millor logro técnico                                     | Max Richter (aportació a la música)                       | Guanyador  | [ 19 ]        |
| Cercle de Crítics de San Francisco                                    | Millor pel·lícula                                        | Arrival                                                   | Nominada   | [ 20 ]        |
| Cercle de Crítics de San Francisco                                    | Millor director                                          | Denis Villeneuve                                          | Nominat    | [ 20 ]        |
| Cercle de Crítics de San Francisco                                    | Millor actriu                                            | Amy Adams                                                 | Nominada   | [ 20 ]        |
| Cercle de Crítics de San Francisco                                    | Millor guió adaptat                                      | Eric Heisserer                                            | Guanyador  | [ 20 ]        |
| Cercle de Crítics de San Francisco                                    | Millor fotografía                                        | Bradford Young                                            | Nominat    | [ 20 ]        |
| Cercle de Crítics de San Francisco                                    | Millor disseny de producció                              | Patrice Vermette                                          | Nominada   | [ 20 ]        |
| Cercle de Crítics de San Francisco                                    | Millor música                                            | Jóhann Jóhannsson                                         | Nominat    | [ 20 ]        |
| Cercle de Crítics de San Francisco                                    | Millor muntatge                                          | Joe Walker                                                | Guanyador  | [ 20 ]        |
| Crítica de Washington DC.                                             | Millor pel·lícula                                        | Arrival                                                   | Nominada   | [ 21 ]        |
| Crítica de Washington DC.                                             | Millor director                                          | Denis Villeneuve                                          | Nominat    | [ 21 ]        |
| Crítica de Washington DC.                                             | Millor actriu                                            | Amy Adams                                                 | Nominada   | [ 21 ]        |
| Crítica de Washington DC.                                             | Millor guió adaptat                                      | Eric Heisserer                                            | Guanyador  | [ 21 ]        |
| Crítica de Washington DC.                                             | Millor fotografía                                        | Bradford Young                                            | Nominat    | [ 21 ]        |
| Crítica de Washington DC.                                             | Millor disseny de producció                              | Patrice Vermette                                          | Nominada   | [ 21 ]        |
| Crítica de Washington DC.                                             | Millor música                                            | Jóhann Jóhannsson                                         | Nominat    | [ 21 ]        |
| Crítica de Washington DC.                                             | Millor muntatge                                          | Joe Walker                                                | Nominat    | [ 21 ]        |
| Crítica de San Diego                                                  | Millor guió adaptat                                      | Eric Heisserer                                            | Nominat    | [ 22 ]        |
| Crítica de San Diego                                                  | Millor fotografía                                        | Bradford Young                                            | Nominat    | [ 22 ]        |
| Crítica de San Diego                                                  | Millor disseny de producció                              | Patrice Vermette                                          | Nominada   | [ 22 ]        |
| Crítica de San Diego                                                  | Millor muntatge                                          | Joe Walker                                                | Nominat    | [ 22 ]        |
| Crítica de San Diego                                                  | Millores efectes visuals                                 | Arrival                                                   | finalista  | [ 22 ]        |
| Crítica de St. Louis                                                  | Millor pel·lícula                                        | Arrival                                                   | finalista  | [ 23 ] [ 24 ] |
| Crítica de St. Louis                                                  | Millor director                                          | Denis Villeneuve                                          | finalista  | [ 23 ] [ 24 ] |
| Crítica de St. Louis                                                  | Millor actriu                                            | Amy Adams                                                 | Nominada   | [ 23 ] [ 24 ] |
| Crítica de St. Louis                                                  | Millor guió adaptat                                      | Eric Heisserer                                            | finalista  | [ 23 ] [ 24 ] |
| Crítica de St. Louis                                                  | Millor fotografía                                        | Bradford Young                                            | Nominat    | [ 23 ] [ 24 ] |
| Crítica de St. Louis                                                  | Millor música                                            | Jóhann Jóhannsson                                         | Nominat    | [ 23 ] [ 24 ] |
| Crítica de St. Louis                                                  | Millors efectes visuals                                  | Millors efectes visuals                                   | Nominada   | [ 23 ] [ 24 ] |
| Crítica de St. Louis                                                  | Millor pel·lícula de terror/ciència-ficció               | Arrival                                                   | finalista  | [ 23 ] [ 24 ] |
| Hollywood Music in Media Awards                                       | Música Original en Pel·lícula de Ciència-ficció/Fantasia | Jóhann Jóhannsson                                         | Nominat    | [ 25 ]        |
| Crítica de Kansas                                                     | Millor guió adaptat                                      | Eric Heisserer                                            | Guanyador  | [ 26 ]        |
| Crítica de Kansas                                                     | Millor pel·lícula de Sci-fi/Terror                       | Arrival                                                   | Guanyadora | [ 26 ]        |
| Australian Academy of Cinema and Television Arts International Awards | Millor pel·lícula                                        | Arrival                                                   | Nominada   | [ 27 ]        |
| Australian Academy of Cinema and Television Arts International Awards | Millor director                                          | Denis Villeneuve                                          | Nominat    | [ 27 ]        |
| Australian Academy of Cinema and Television Arts International Awards | Millor actriu                                            | Amy Adams                                                 | Nominada   | [ 27 ]        |
| Aliança de Dones Periodistes de Cinema                                | Millor pel·lícula                                        | Arrival                                                   | Nominada   | [ 28 ] [ 29 ] |
| Aliança de Dones Periodistes de Cinema                                | Millor director                                          | Denis Villeneuve                                          | Nominat    | [ 28 ] [ 29 ] |
| Aliança de Dones Periodistes de Cinema                                | Millor actriu                                            | Amy Adams                                                 | Nominada   | [ 28 ] [ 29 ] |
| Aliança de Dones Periodistes de Cinema                                | Millor guió adaptat                                      | Eric Heisserer                                            | Nominat    | [ 28 ] [ 29 ] |
| Aliança de Dones Periodistes de Cinema                                | Millor muntatge                                          | Joe Walker                                                | Nominat    | [ 28 ] [ 29 ] |
| Aliança de Dones Periodistes de Cinema                                | Millor fotografía                                        | Bradford Young                                            | Nominat    | [ 28 ] [ 29 ] |
| Crítica de Florida                                                    | Millor guió adaptat                                      | Annette Bening                                            | Nominada   | [ 30 ]        |
| Crítica de Florida                                                    | Millor fotografía                                        | Bradford Young                                            | Nominat    | [ 30 ]        |
| Crítica de Florida                                                    | Millor direcció d'art                                    | Patrice Vermette                                          | Nominada   | [ 30 ]        |
| Crítica de Florida                                                    | Millor banda sonora                                      | Jóhann Jóhannsson                                         | Nominat    | [ 30 ]        |
| Crítica de Florida                                                    | Millors efectes visuals                                  | Millors efectes visuals                                   | Guanyadora | [ 30 ]        |
| Crítica de Carolina del Nort                                          | Millor pel·lícula                                        | Arrival                                                   | Nominada   | [ 31 ] [ 32 ] |
| Crítica de Carolina del Nort                                          | Millor guió adaptat                                      | Eric Heisserer                                            | Guanyador  | [ 31 ] [ 32 ] |
| Crítica de Carolina del Nort                                          | Millor fotografía                                        | Bradford Young                                            | Nominat    | [ 31 ] [ 32 ] |
| Crítica de Carolina del Nort                                          | Millors efectes visuals                                  | Millors efectes visuals                                   | Nominada   | [ 31 ] [ 32 ] |
| Societat de Crítics de Cinema en Línia                                | Millor pel·lícula                                        | Arrival                                                   | Nominada   | [ 33 ] [ 34 ] |
| Societat de Crítics de Cinema en Línia                                | Millor director                                          | Denis Villeneuve                                          | Nominat    | [ 33 ] [ 34 ] |
| Societat de Crítics de Cinema en Línia                                | Millor actriu                                            | Amy Adams                                                 | Nominada   | [ 33 ] [ 34 ] |
| Societat de Crítics de Cinema en Línia                                | Millor fotografía                                        | Bradford Young                                            | Nominat    | [ 33 ] [ 34 ] |
| Societat de Crítics de Cinema en Línia                                | Millor guió adaptat                                      | Eric Heisserer, Ted Chiang                                | guanyadors | [ 33 ] [ 34 ] |
| Societat de Crítics de Cinema en Línia                                | Millor muntatge                                          | Joe Walker                                                | Nominat    | [ 33 ] [ 34 ] |
| Crítica de Seattle                                                    | Millor pel·lícula                                        | Arrival                                                   | Nominada   | [ 35 ]        |
| Crítica de Seattle                                                    | Millor director                                          | Denis Villeneuve                                          | Nominat    | [ 35 ]        |
| Crítica de Seattle                                                    | Millor actriu                                            | Amy Adams                                                 | finalista  | [ 35 ]        |
| Crítica de Seattle                                                    | Millor guió adaptat                                      | Eric Heisserer                                            | Nominat    | [ 35 ]        |
| Crítica de Seattle                                                    | Millor fotografía                                        | Bradford Young                                            | Guanyador  | [ 35 ]        |
| Crítica de Seattle                                                    | Millor disseny de producció                              | Patrice Vermette                                          | Nominada   | [ 35 ]        |
| Crítica de Seattle                                                    | Millor música                                            | Jóhann Jóhannsson                                         | Guanyador  | [ 35 ]        |
| Crítica de Seattle                                                    | Millor muntatge                                          | Joe Walker                                                | finalista  | [ 35 ]        |
| Crítica de Seattle                                                    | Millors efectes visuals                                  | Louis Morin                                               | Guanyador  | [ 35 ]        |
| Associació de Crítics de Cinema d'Austin                              | Millor pel·lícula                                        | Arrival                                                   | Nominada   | [ 36 ]        |
| Associació de Crítics de Cinema d'Austin                              | Millor director                                          | Denis Villeneuve                                          | Nominat    | [ 36 ]        |
| Associació de Crítics de Cinema d'Austin                              | Millor actriu                                            | Amy Adams                                                 | Nominada   | [ 36 ]        |
| Associació de Crítics de Cinema d'Austin                              | Millor guió adaptat                                      | Eric Heisserer                                            | Guanyador  | [ 36 ]        |
| Associació de Crítics de Cinema d'Austin                              | Millor fotografía                                        | Bradford Young                                            | Nominat    | [ 36 ]        |
| Associació de Crítics de Cinema d'Austin                              | Top 10 de l'any                                          | Arrival                                                   | Guanyadora | [ 36 ]        |
| Associació de Crítics de Cinema d'Austin                              | Millor música                                            | Jóhann Jóhannsson                                         | Nominat    | [ 36 ]        |
| Directors de Casting                                                  | Millor casting en un drama d'alt pressupost              | Francine Maisler, Lucie Robitaille                        | Nominada   | [ 37 ]        |
| Premios Eddie                                                         | Millor muntatge en pel·lícula dramàtica                  | Joe Walker                                                | Guanyador  | [ 38 ]        |
| Círculo de Crítics d'Oklahoma                                         | Millor guió adaptat                                      | Eric Heisserer                                            | Guanyador  | [ 39 ]        |
| Gremi de directores artístics                                         | Millor direcció artística en pel·lícula de fantasia      | Patrice Vermette                                          | Nominada   | [ 40 ]        |

## Crítiques
- Un silenci i una concentració a la sala pràcticament total; gairebé es poden sentir els engranatges del nostre pensament especulant sobre una hipòtesi de futur possible[41]
- "La manera en què Denis Villeneuve enfoca la ciència-ficció és atrevida, bella i intensa (...) La complicitat i treball pausat de l'actriu Amy Adams és també fonamental (...) Puntuació: ★★★★ (sobre 5)"[42]
- "És un festival de felices idees visuals amb ressons de Kubrick (...) i compta amb una Amy Adams que és carn d'Oscar".[43]
- "És admirable la manera en què el cineasta s'apropa a la ciència-ficció, des d'una posada en escena calculadament perturbadora (...) Puntuació: ★★★ (sobre 5)"[44]
- 'Arrival' és ciència-ficció en la seva forma més bella i provocativa (...) Es tracta d'una obra fascinant i vertiginosa de Villeneuve. (...) Puntuació: ★★★★★ (sobre 5)"[45]